# Staphylinochrous approximata
Staphylinochrous approximata és una espècie de lepidòpter zigenoïdeu de la família dels himantoptèrids (Himantopteridae), subfamília Anomoeotinae.
És endèmica de la República Democràtica del Congo.